# Theridion dilutum
Theridion dilutum là một loài nhện trong họ Theridiidae.
Loài này thuộc chi Theridion. Theridion dilutum được Herbert Walter Levi miêu tả năm 1957.